# Asijský pohár v malém fotbale IMF
Asijský pohár v malém fotbale IMF se koná se od roku 2023 a pořádá ho organizace International MiniFootball (IMF). Na zatím jediném šampionátu v Thajsku v prosinci 2023 zvítězili domácí reprezentanti.

## Turnaje
| Rok  | Hostitel          | Finále  | Finále | Finále             | Zápas o     | Zápas o | Zápas o      |
| Rok  | Hostitel          | Vítěz   | Skóre  | Poražený finalista | Třetí místo | Skóre   | Čtvrté místo |
| ---- | ----------------- | ------- | ------ | ------------------ | ----------- | ------- | ------------ |
| 2023 | Thajsko (Bangkok) | Thajsko | 5 – 2  | Irák               | Bahrajn     | 4 – 3   | Uzbekistán   |

## Medailový stav podle zemí do roku 2023 (včetně)
| Pořadí | Země    | Zlato | Stříbro | Bronz | Celkem |
| 1.     | Thajsko | 1     | 0       | 0     | 1      |
| 2.     | Irák    | 0     | 1       | 0     | 1      |
| 4.     | Bahrajn | 0     | 0       | 1     | 1      |